# Абу-Ель-Гарадік – Дашур
Абу-Ель-Гарадік – Дашур – єгипетський газопровід, який сполучає райони видобутку в басейні Абу-Ель-Гарадік із столичним регіоном.
Наприкінці 1960-х років у єгипетській Західній пустелі відкрили родовище Абу-Ель-Гарадік, яке окрім нафти містило значні (як на той час для Єгипту) запаси блакитного палива. Починаючи з 1975-го газ родовища використовували у обмежених обсягах для задоволення потреб самого промислу, а у 1977-му ввели в дію трубопровід, який надав можливість транспортувати ресурс на газопереробний завод у Дашурі (дещо південніше від Каїрської агломерації). Цей газопровід став другим за часом спорудження у Єгипті, лише на два роки поступившись об’єкту, створеному у дельті Нілу в  межах проекту розробки родовища Абу-Маді. Довжина трубопроводу Абу-Ель-Гарадік – Дашур склала 263 км. Він був виконаний у діаметрі 600 мм, розрахований на робочий тиск у 5,4 МПа та мав пропускну здатність у 4,2 млн м3 на добу. 
У 1980-х роках через комплекс Абу-Ель-Гарадік могла проходити продукція початкового етапу розробки сусідніх родовищ GPT, GPY та BED-1, але вже у 1990-му їх власники ввели в дію власний газопровід, який прямував до середземноморського узбережжя на ГПЗ Амірія. Зате дещо пізніше до трубопроводу Абу-Ель-Гарадік – Дашур почали подавати надлишки асоційованого газу з родовища Карун, розташованого вже при наближенні траси до Каїру. Наприкінці 2000-х до Абу-Ель-Гарадік також вивели Південний газопровід, через який може надходити продукція ряду басейнів, розташованих ближче до Середземного моря.
З плином часу технічний стан об’єкту погіршився і на початку 2010-х його максимальний робочий тиск становив вже лише 4,7 МПа. Це не тільки зменшувало обсяги перекачування, але й при подальшому зменшенні показника загрожувало технологічному процесу ГПЗ Дашур, який мав отримувати газ із тиском не менше за 3,7 МПа. Як наслідок, в 2012 – 2013 роках провели капітальний ремонт вартістю майже три десятки мільйонів доларів, який дозволив відновити стан газопроводу Абу-Ель-Гарадік – Дашур до проектних значень.